# Микеланджело Буонароти
 Тази статия е за художника.  За режисьора вижте Микеланджело Антониони.  
Микеланджело ди Лудовико Буонароти Симони, известен още само като Микеланджело, е италиански ренесансов скулптор, художник, поет и архитект, представител на Флорентинската школа. Смятан е за един от тримата титани на Ренесансовото изкуство заедно с Леонардо да Винчи и Рафаело. Творчеството на Микеланджело се отличава с патос и непрекъснато търсене на идеала за красота като отражение на идеалите на епохата за физическа и духовна мощ и трагизъм. То оказва силно влияние върху Тициан и венецианската живопис и се смята за основа на стила маниеризъм.

## Кратка хронология
- 1475: Микеланджело се ражда на 6 март в Капрезе
- 1481: Умира майка му
- 1488 – 1490: Чиракуване при Доменико Гирландайо
- 1490 – 1492: Обучение в академията на Лоренцо де Медичи
  - 1491: „Мадоната на стълбите“ и „Битката с кентаврите“
- 1494: Изгнание от Флоренция при управлението на Савонарола
- 1496 – 1501: Престой в Рим
  - 1499: По случай юбилея на католическата църква завършва „Пиета“ в катедралата „Свети Петър“
- 1501 – 1505: Престой във Флоренция
  - 1501: „Давид“
- 1505 – 1513: Престой в Рим
  - 1505: Първи договор за гробницата на папа Юлий II
  - 1508: Започва фреските на тавана на Сикстинската капела
- 1513 – 1534: Престой във Флоренция
  - 1529: Проектира укрепления във Флоренция
- 1534 – 1564: Престой в Рим
  - 1534: Приема поръчката за „Страшният съд“
  - 1542 – 1545: Скулптурите „Лия“ и „Ракел“ за гробницата на Юлий II
  - 1555 – 56: Започва „Пиета Ронданини“
  - 1561: Проектира купола на катедралата „Свети Петър“
- 1564: Умира на 18 февруари в Рим

## Биография

### Ранни години
Микеланджело е роден на 6 март 1475 г. в Капрезе (днес Капрезе Микеланджело), селище край Арецо в Тоскана, което по това време е част от територията на Флорентинската република. В продължение на няколко поколения семейството му притежава малка банка във Флоренция, но баща му Лудовико ди Леонардо ди Буонарото Симони не успява да я управлява добре и е принуден да заема различни чиновнически постове. По времето, когато се ражда Микеланджело, баща му е съдебен администратор на Капрезе и управител на съседното градче Киузи. Майката на Микеланджело се казва Франческа ди Нери дел Миниато ди Сиена. Семейството претендира за произход от графиня Матилда Тосканска и, макар че доказателства липсват, самият Микеланджело вярва в тази теория.
Няколко месеца след раждането на Микеланджело семейството се връща във Флоренция, където той израства. По-късно, когато майка му заболява тежко и след нейната смърт през 1481 г., Микеланджело прекарва продължителни периоди при дойката си и нейния съпруг каменоделец в градчето Сетиняно, където баща му притежава кариера за мрамор и малка ферма. Според Джорджо Вазари по-късно Микеланджело казвал: „Ако има нещо добро в мен, то е защото бях роден в деликатната атмосфера на областта на Арецо. Заедно с млякото от моята дойка, получавах и уменията да работя с длетото и чука, с които правя моите фигури“.
Още в ранна възраст Микеланджело започва да учи граматика при флорентинския хуманист Франческо да Урбино, но младежът започва да се интересува повече от изкуство, копира картини от градските църкви и се сближава с местни художници. На тринадесет години Микеланджело става чирак на художника Доменико Гирландайо. Година по-късно баща му успява да убеди Гирландайо да започне да му плаща, необичайно рано за практиката по това време. Когато през 1489 г. фактическият владетел на Флоренция Лоренцо де Медичи иска от Гирландайо да му изпрати двамата си най-добри ученици, той избира Микеланджело и Франческо Граначи.
От 1490 до 1492 г. Микеланджело учи в академията, основана от Медичи под влияние на неоплатонизма. Там той учи скулптура при Бертолдо ди Джовани, а възгледите му за света и изкуството са повлияни от видни философи и писатели на епохата като Марсилио Фичино, Пико дела Мирандола и Анджело Полициано. През този период той създава релефите „Мадоната на стълбите“ (1491 – 1492) и „Битката на кентаврите“ (1491 – 1492) със сюжет, предложен от Полициано и закупена от Лоренцо де Медичи. По време на обучението при Ди Джовани, Пиетро Ториджано, който също чиракува там, удря Микеланджело и носът му остава деформиран, както се вижда на всички негови портрети.
Обрат в живота на Микеланджело предизвиква смъртта на Лоренцо де Медичи на 8 април 1492 г. Той трябва да напусне двора на Медичи и да се върне в дома на баща си. През следващите месеци работи върху дървено „Разпятие“ (1493), подарък за приора на църквата „Свети дух“, който му дава възможност да изучава анатомията върху трупове в църковната болница. Между 1493 и 1494 г. Микеланджело купува мраморен блок, от който изработва статуя на Херкулес в по-голям от естествен ръст. По-късно тя е изпратена във Франция и е изгубена през XVIII век. На 20 януари 1494 г., след необичайни силни снеговалежи в Тоскана, наследникът на Лоренцо де Медичи, Пиеро поръчва на Микеланджело снежна статуя, след което той отново става част от двора на Медичи.
През 1494 г. семейство Медичи е прогонено от Флоренция след възхода на проповедника Савонарола. Микеланджело също напуска града, обзет от политически вълнения, и живее отначало във Венеция, а след това в Болоня. Там му е възложено да довърши последните малки фигури по саркофага на свети Доминик в едноименната църква в града.
Към края на 1494 г. политическата обстановка във Флоренция се успокоява, а след претърпените от френския крал Шарл VIII военни поражения заплахата от чужда окупация е отстранена. Микеланджело се връща в града, но новото правителство от привърженици на Савонарола не е склонно да му възлага поръчки и той отново трябва да разчита на семейство Медичи. През шестте месеца, които прекарва във Флоренция, той работи върху две малки статуи – на малък „Свети Йоан Кръстител“ и на спящ „Купидон“. По искане на Лоренцо ди Пиерфранческо де Медичи, който му поръчва „Свети Йоан Кръстител“, Микеланджело обработва статуята така, че да изглежда състарена, за да бъде продадена като антична. Купувачът Рафаеле Риарио разкрива измамата, но е впечатлен от скулптурата, запазва я и дори кани автора в Рим. Този неочакван успех, заедно с несигурната ситуация във Флоренция, подтикват Микеланджело да приеме поканата.

### Рим и „Давид“
Микеланджело пристига в Рим на 25 юни 1496 г., едва двадесет и една годишен. Той остава в града през следващите няколко години, като на няколко пъти посещава за кратко Флоренция. Още на 4 юли започва работа по поръчана му от кардинал Рафаеле Риарио статуя в по-голям от естествен ръст на римския бог на виното – Бакхус. Когато е завършена, тя не е приета от кардинала и впоследствие е поставена в градината на банкера Джакопо Гали.
През ноември 1497 г. френският посланик при Светия престол поръчва на Микеланджело една от неговите най-известни творби, „Пиета“, като договорът е окончателно оформен през август следващата година. Мнението на съвременниците за тази статуя, „разкриване на пълния потенциал и сила на изкуството на скулптурата“, е обобщено от Вазари: „Същинско чудо е, че безформен каменен блок изобщо може да бъде превърнат в съвършенство, което природата рядко успява да създаде от плът и кръв“.
В Рим Микеланджело живее в близост до църквата „Света Мария ди Лорето“, където според легендата се влюбва във Витория Колона, маркиза на Пескара и поетеса. Обитаваната от него къща е разрушена през 1874 г., а последните оцелели архитектурни елементи от нея са унищожени през 1930 г. Днес съвременна възстановка на къщата на Микеланджело е изградена на римския хълм Яникул.
Микеланджело се връща във Флоренция около 1501 г. Междувременно Савонарола е екзекутиран и властта в републиката е поел Пиеро Содерини. Една от градските гилдии поръчва на Микеланджело довършването на, започната 40 години по-рано от Агостино ди Дучо, монументална статуя на Давид, символ на флорентинската свобода, която трябва да бъде поставена на площада срещу Палацо Векио. Така през 1504 година той завършва една от най-известните си творби, „Давид“. Този шедьовър, издялан от мраморен блок от кариерите в Карара, по който вече е работил друг скулптор, окончателно утвърждава репутацията на Микеланджело като скулптор с изключителни технически умения и сила на символичното въображение.
През 1504 г. Синьорията във Флоренция поръчва на Микеланджело и на Леонардо да Винчи да изрисуват стените на Камарата на съвета в Палацо Векио, седалище на флорентинското правителство. Микеланджело работи по картона на „Битката при Кашина“, а Леонардо – по „Битката при Ангиари“. Цяла Флоренция се разделя на два лагера, поддържащи единия от двамата. За жалост нито една от творбите не е завършена, а картонът на „Битката при Кашина“ е унищожен в гражданската война през 1512 г.
През този период Микеланджело рисува картината „Светото семейство и свети Йоан“, по-известна като „Дони Тондо“. Тя е поръчана за сватбата на Анджело Дони и Мадалена Строци и през XVII век е окачена в залата на Уфици, наричана Трибуна, поради което понякога я наричат и „Светото семейство от Трибуна“. Възможно е той да рисува и друго изображение на Дева Мария с Йоан Кръстител, известно днес като „Манчестърска Мадона“.

### Папа Юлий II и Сикстинската капела
През 1505 г. Микеланджело отново е повикан в Рим, за да направи проект за грандиозен надгробен паметник за новоизбрания папа Юлий II, който трябва да бъде разположен в базиликата „Сан Пиетро ин Винколи“. Първоначалният проект, включващ 40 статуи, така и не се осъществява, въпреки че остава една от големите мечти на Микеланджело. След като той прекарва близо осем месеца в местността Карара, за да търси подходящ мрамор за статуите, папата по съвет на свои подчинени започва да отлага обещаните средства.
Работата на Микеланджело по паметника е прекъсвана многократно и от самия Юлий II, който му възлага различни други задачи. Все пак скулпторът успява да изпълни някои от фигурите – „Моисей“, „Умиращият роб“ и „Непокорният роб“ (незавършена). През 1547 г. работата по паметника приключва след четири десетилетия и пет преработени договора, във всеки от които композицията става все по-опростена и с по-малък брой фигури. За един от вариантите са изваяни фигурите „Победа“ и „Клекнало момче“, които след това отпадат от композицията. Днес гробницата се намира в църквата в Рим и съдържа само една статуя на Микеланджело – „Мойсей“.
През 1508 г. Юлий II възлага на Микеланджело да изпише тавана на Сикстинската капела, голям параклис в Апостолическия дворец в Рим. Според самия Микеланджело това става под въздействието на неговите съперници Донато Браманте и Рафаело Санцио, които искат да го злепоставят, принуждавайки го да работи в непривичен жанр, но повечето съвременни изследователи отхвърлят тази хипотеза.
Микеланджело все пак приема поръчката, но от самото начало проектът на папа Юлий II за изобразяване на дванадесетте апостоли на фона на звездното небе му се струва твърде елементарен и той предлага собствен вариант, приет от папата, включващ повече от 300 библейски фигури и множество сцени – сътворението, падението на човека и обещанието за спасение през пророците и родословието на Христос. Таванните фрески са част от по-обща концепция за украсата на параклиса, която трябва да демонстрира цялостната доктрина на Католическата църква.
Изрисуването на огромния таван с размери 40 х 14 метра отнема четири години – от 1508 до 1512 г. На най-високата част от тавана, в самия център на композицията, Микеланджело поставя девет сцени от Битие, разделени на три групи – сътворението на света, сътворението на човека и неговото падение и човешката природа, представена чрез Ной и неговото семейство. Върху пандантивите, поддържащи тавана, са изобразени дванадесет мъже и жени, предсказващи идването на Христос – седем библейски пророци (Исая, Иеремия, Иезекиил, Даниил, Йона, Захария и Иоил) и пет сибили от Античността (Делфийска, Персийска, Либийска, Еритрейска, Кумейска). Около прозорците са показани предците на Христос. Сред най-известните части от композицията са „Сътворението на Адам“, „Адам и Ева в Райската градина“, „Потопът“, „Пророк Исая“ и „Кумейската сибила“.
Въпреки големия размер и сложността на композицията, Микеланджело изпълнява поръчката със съвсем ограничен брой сътрудници. Той конструира специално скеле и рисува, легнал по гръб, а след като обичайната мазилка не дава желания резултат, той използва нов вид мазилка, забърквана от един от асистентите му. Недоволството си от всички огромни трудности на начинанието той описва в своя дневник и в сонета „В рисуване на Сикстинската капела“.
През 1513 г. папа Юлий II умира и неговият наследник папа Лъв X, член на рода Медичи, поръчва на Микеланджело преустройството на фасадата на базиликата „Свети Лаврентий“ във Флоренция и украсяването ѝ със скулптури. През следващите три години Микеланджело подготвя реконструкцията, изготвяйки множество скици и модели и подготвяйки създаването на нова кариера за мрамор при Пиетрасанта, но проектът се превръща в едно от най-големите му разочарования, след като възложителите го прекратяват поради липса на средства още преди да са започнали истинските работи по сградата. Фасадата на църквата остава без специална украса и в наши дни.

### Параклисът на Медичите
Въпреки провала с фасадата на „Свети Лаврентий“, Медичи отново се обръщат към Микеланджело с голяма поръчка за изграждане на семеен погребален параклис във вътрешността на същата църква. Художникът работи през по-голямата част от 20-те и 30-те години. За гробницата на Джулиано де Медичи той извайва скулптурната композиция „Ден и Нощ“, а за тази на Лоренцо де Медичи – „Утро и Здрач“. За третата гробница Микеланджело вае последната си велика Мадона (незавършена), преди да напусне Флоренция през 1534 г.
Около 1530 г. Микеланджело проектира сградата на Библиотека Лауренциана, долепена до църквата „Свети Лаврентий“. Сред нововъведенията му от този проект са пиластрите, по-тънки в основата си, и стълбище с контрастиращи правоъгълни и извити форми.
През 1532 г. Микеланджело се запознава с двадесет и три годишния Томазо деи Кавалиери, на когото посвещава над триста сонета и мадригала. Писани половин век преди сонетите на Уилям Шекспир, днес те се смятат за най-голямата поетична поредица на съвременен език, посветена от един мъж на друг. В отговор Кавалиери пише: „Заклевам се да върна твоята любов. Никога не съм обичал мъж повече от теб, никога не съм желал приятелство, повече от твоето“. Двамата поддържат връзка до смъртта на значително по-възрастния Микеланджело.
Докато Микеланджело работи върху гробницата на Медичи, през 1527 г. в Италия навлизат войските на император Карл V, Рим е превзет от тях, а във Флоренция Медичите са свалени и е възстановена републиката. Градът е обсаден и през 1528 – 1529 г. Микеланджело използва своите познания в инженерството да помогне при укрепяването на града. Флоренция пада отново в ръцете на Медичите през 1530 г. Изгубил благоволението на новото управление, няколко години по-късно Микеланджело напуска окончателно града, оставяйки довършването на гробницата на параклиса на свои чираци.

### Отново в Рим
През септември 1534 г. Микеланджело се установява окончателно в Рим, където остава до края на живота си, въпреки поканите на Козимо I де Медичи да се завърне във Флоренция. Новият папа Павел III потвърждава поръчката на Климент VII за голямата фреска на „Страшният съд“ за олтара на Сикстинската капела. Микеланджело започва работа по този проект през 1534 г., а творбата е официално открита на 31 октомври 1541 г.
Стенописът „Страшният съд“ е монументален и покрива цялата стена зад олтара на Сикстинската капела. Той описва второто пришествие на Христос и Апокалипсиса, когато душите на хората са възкресени и съдът на Христос, заобиколен от светците, определя тяхната вечна съдба. Новата картина далеч не е продължение на тавана, а съвсем различна творба с напълно различен изказ. Повече от двадесет години са минали между двата проекта, изпълнени с политически събития и лични скърби. Настроението на „Страшният съд“ е мрачно – голият Христос не е образ на утешение, а на отмъщение и разплата и дори спасените се блъскат болезнено към опрощението.
Изображението на голите Христос и Дева Мария в картината „Страшният съд“ е сметнато от някои съвременници за светотатствено и високопоставени лица, като кардинал Карафа и посланикът на Мантуа монсиньор Сернини, се обявяват за премахването или цензурирането на стенописа, но папа Павел III се противопоставя на това. След смъртта на Микеланджело ученикът му Даниеле да Волтера дорисува перизоми, прикриващи гениталиите на персонажите, запазвайки общата композиция. При реставрацията на картината през 1993 г. е решено част от тези перизоми да бъдат запазени като свидетелство за нравите на епохата и поради повреди в оригинала при тяхното нанасяне.
Това не е първият сблъсък с цензурата на Микеланджело, наричан от някои съвременници „създател на свинщини“ („inventor delle porcherie“). Кампанията от епохата на Контрареформацията, целяща премахването на изображения на човешки гениталии от картини и скулптури, започва именно с произведения на Микеланджело. Така неговата мраморна статуя на „Христос от Минерва“ в римската църква „Света Мария над Минерва“ е частично покрита с драперия, запазена и в наши дни, а голият Младенец от „Брюжката Мадона“ остава скрит за няколко десетилетия.
Около 1536 г. Микеланджело се запознава в Рим с поетесата Витория Колона, с която го свързва голяма близост през следващите години. Двамата си посвещават сонети и поддържат редовни връзки до нейната смърт през 1547 г. Според неговия ученик Асканио Кондиви Микеланджело казвал, че единственото нещо в живота си, за което съжалява, е, че не е целувал лицето на Колона по начина, по който е целувал ръката ѝ.
През периода 1537 – 1539 г. Микеланджело получава поръчка да преустрои Кампидолио, върха на Капитолийския хълм, като рационализира пространствата и разположението на сградите там. Формата на преустроения площад, по-скоро ромбовидна, отколкото квадратна, има за цел да ограничи ефекта на перспективата. Въпреки че остава незавършен дълго след смъртта му, проектът е изпълнен основно по неговия план.
Други по-значими архитектурни проекти в Рим, върху които работи и Микеланджело, са Палацо Фарнезе, църквата „Свети Йоан на Флорентинците“, параклиса на Сфорца в базиликата „Санта Мария Маджоре“, Порта Пиа, базиликата „Света Мария на ангелите и мъчениците“.
В Рим Микеланджело се запознава с Чекино деи Брачи, който умира едва петнадесетгодишен през 1542 г. След неговата смърт Микеланджело му посвещава 48 погребални епиграми, много от които имат открито хомоеротично съдържание.

### Последни години
През 1546 г. Микеланджело е назначен за главен архитект на продължителния строеж на римската базилика „Свети Петър“. Катедралата е построена според плана на Донато Браманте, но Микеланджело проектира нейния купол и екстериора на олтарния край на сградата. С напредването на строежа се появяват опасения, че той може да почине преди завършването на купола, но с изпълнението на опорния пръстен изпълнението му по неговия проект става неизбежно.
Последните живописни творби на Микеланджело са фреските в Капела Паолина точно до Сикстинската капела, завършени през 1550 г., когато той е 75-годишен. Те са Превращението на Павел и Разпъването на св. Петър.
Той продължава да пише поезия до последните си дни и извайва двете си изключителни и прочувствени късни Пиети. Над едната от тях – Пиета Ронданини, работи само 6 дни преди смъртта си.
Микеланджело умира в Рим на 88 години на 18 февруари 1564 г. Съобразно неговото желание тялото му е върнато във Флоренция, където е погребано в базиликата „Свети Кръст“.

## Личен живот и поезия
В своя личен живот Микеланджело е въздържан. Пред своя ученик Асканио Кондиви той заявява: „Колкото и богат може да съм бил, аз винаги съм живял като беден човек“. Според Кондиви той е безразличен към храната си, ядейки „повече по необходимост, отколкото за удоволствие“, и често спи с дрехите и ботушите си. Паоло Джиовио, съвременник и биограф на Микеланджело, пише: „Природата му беше толкова груба и необработена, че домашните му навици бяха невероятно мизерни и отблъскващи за всички ученици, които биха го последвали“. Това може би не го е притеснявало, защото по природа Микеланджело е самотна и меланхолична личност, bizzarro e fantastico, човек, „който се отдръпва от компанията на други хора“.
Запазените до наши дни сведения не дават възможност да се установи със сигурност дали Микеланджело е имал сексуални връзки. Кондиви му приписва „монашеско целомъдрие“, но в неговата поезия и изкуство присъстват много еротични елементи, често с хомоеротичен характер. Някои от обектите на неговото увлечение и герои на стиховете му открито се възползват от Микеланджело – моделът Фебо ди Поджо иска пари за посветено му любовно стихотворение, а Гералдо Перини направо краде от него.
Откровено хомоеротичният характер на поезията на Микеланджело предизвиква неудобство у следващите поколения. Неговият племенник Микеланджело Млади публикува през 1623 г. негови стихове с променен род на местоименията. Дори в наши дни някои изследователи продължават да смятат, че въпреки възстановяването на оригиналните местоимения стиховете на Микеланджело представляват „лишени от емоции и елегантни преображения на Платоновия диалог, където еротичната поезия е разглеждана като израз на изтънчена чувствителност“.